# Ön, Lovisa
Ön är en halvö i Finland.   Den ligger i kommunen Lovisa i landskapet Nyland, i den södra delen av landet, 90 km öster om huvudstaden Helsingfors.